# 川越市立名細中学校
川越市立名細中学校（かわごえしりつ なぐわしちゅうがっこう）は、埼玉県川越市小堤にある公立中学校。

## 沿革
- 1947年5月1日 - 名細村立名細南中学校、名細村立名細北中学校が合併して名細村立名細中学校として開設
- 1947年9月1日 - 校章、校旗制定
- 1951年9月1日 - 校訓制定
- 1951年12月1日 - 校歌制定
- 1955年4月1日 - 川越市立名細中学校に改称
- 1980年4月1日 - 川越市立鯨井中学校の開設によって学区を一部変更
- 1983年3月31日 - 川越市立川越西中学校の開設によって学区を一部変更[1]

## 教育目標
「人権尊重の精神に基づく、人間性豊かな生徒の育成」
- 夢を持ち自ら学ぶ生徒
- 共に生きる心豊かな生徒
- 健康でたくましい生徒[2]

## 部活動

### 運動部
- 野球部（男子）
- 陸上部（男女）
- ソフトボール部（女子）
- 男子ソフトテニス部
- 女子ソフトテニス部
- 剣道部（男女）
- 男子バスケットボール部
- 女子バスケットボール部
- 男子バレーボール部
- 女子バレーボール部
- 卓球部（男子）[3]

### 文化部
- 吹奏楽部
- 美術部
- 生き生き部[3]

## 通学区域
- 下広谷北
- 下広谷南
- 広谷新町
- 小堤
- 天沼新田
- 鯨井新田
- 吉田
- 下小坂
- こあぜ
- 春日
- 天金山ビレジ[4]